# Палли, Ники
Ники Палли (ивр. ניקיטה (ניקי) פאלי‎, имя при рождении Никита Палей; род. 28 мая 1987, Молдова) — израильский легкоатлет (прыжки в высоту).
В 1995 году он переехал на постоянное место жительство в Израиль. В 2005 году получил гражданство, живёт в Хайфе.
Палли, состоящий в спортивной ассоциации «Маккаби Хайфа Кармель» начал заниматься прыжками в высоту в 9-м классе, и в 10-м уже преодолел высоту в 2,05 м. В 2005 году взял высоту 2,22 м, побив израильский рекорд для юниоров. В том же году завоевал бронзовую медаль на чемпионате мира до 19 лет в Литве и выиграл чемпионат Израиля по прыжкам в высоту.
В июле 2006-го установил личный рекорд в 2,30 м (второй результат в истории Израиля после 2,36 м Константина Матусевича). В том же году получил приз «Атлет года в Израиле», завоевал серебряную медаль на чемпионате мира для юниоров, покорив высоту в 2,29 м, и защитил титул чемпиона страны.
В последний момент сумел попасть на Олимпиаду 2008 года в Пекине с результатом 2,27 м, но на самой Олимпиаде взял только 2,20 м и не пробился в финал.